# Нільс Крюґер
Нільс Едвард Крюґер (швед. Nils Edvard Kreuger; 11 жовтня 1858, Кальмар — 11 травня 1930, Стокгольм) — шведський художник.

## Життєпис

### Сім'я
Нільс Едвард Крюґер був сином Йохана Авґуста Крюґера (1821—1887) і Крістіни Елізабет Лідман (1831—1878). Йохан Крюґер торгував деревиною в Кальмарі. Нільс Крюґер був двоюрідним братом Ернста Августа Крюґера, який був батьком Івара Крюґера.

### Навчання
З 1874 року Нільс Крюґер навчався в Королівській академії вільних мистецтв, де він познайомився з Річардом Бергом і Карлом Нордстремом. Хвороба змусила Нільса кинути навчання, але до того, як він відправився в Париж в 1881 році, він з 1878 року навчався у приватній школі живопису Едуарда Персеуса. Під час своїх занять з Жаном-Полем Лораном Крюґер писав пейзажі вулиць і околиць Парижа, використовуючи систему валера, переважно на світанку або в сутінках, в тумані або снігу. Нільс Крюґер дебютував на Паризькому салоні в 1882 році. Образні мотиви картин з французького періоду Крюґера збереглися в його більш пізніх роботах. У 1885 році Нільс активно брав участь в організації Opponenterna (Опоненти), а після брав участь в створенні Konstnärsförbundet (Асоціація художників).

### Варбергська школа
Як і більшість членів Konstnärsförbundet, Крюґер відмовився від французького пленеру 1880-х років заради символічного національного романтизму, що панував в 1890-х роках. У 1887 році Нільс повернувся в Швецію і оселився в Варберзі, де з 1893 року писав разом з Річардом Бергом і Карлом Нордстремом, разом вони заснували Варбергську школу (Varbergsskolan). Як мотив Крюґер вибрав алеї і сади Варберга і особливо сільську місцевість за містом, часто з худобою, яка пасеться. Під впливом синтетизму Поля Гогена Варбергська школа внесла свій внесок у створення національного романтичного стилю.

### Вплив Ван Гога
Також свою роль у розвитку стилю Нільса Крюґера зіграло його враження від картин Ван Гога на виставці Den Frie Udstilling (Вільна виставка) в Копенгагені в 1893 році, свого роду синтез настрієвого живопису. Однак Крюґер не був налаштований на більш сильну виразність. Ще раніше мазки пензля неодноразово мали тенденцію до випадкової появи, але, ймовірно, після картин Ван Гога Нільс отримав бачення своєї власної техніки з точками і маленькими штрихами тушшю, які артикулюють рельєфні форми і поглиблюють емоційний зміст.
Пізніше, після 1907 року, Крюґер замінив чорнильні мазки плямами фарби, нанесеними потужними мазками пензля, завдяки яким поверхня полотна придбала мозаїчну композицію. В обох випадках ця техніка створює сітку, яка в своєму пристрої утримує разом різноманітні форми предмета. Виразність мерехтливих і палаючих ліній Ван Гога Нільс Крюґер зовсім або дуже мало хотів обігнати. Для нього деталізація головним чином є формальна і має декоративне значення. Певна ступінь виразності замість ліній і форм, в силуетах висот, поширенні хмар і вигині доріг, як в триптиху «Весна в Галланді» (1894) в Національному музеї. Часто його широкий простір з Галланда і Еланд заповнюють сплячі корови («Корови у моря», 1901, Національний музей) або коні в більш-менш жвавому русі («Коні шукають прохолоди», 1902, Галерея Тіля). Техніка тонкої деталізації найкраще підходить для невеликих панелей, їй нерідко надається велике значення у великих композиціях руху тварин на скелях («Стадо коней, що проходить повз», мотив з Еланд, 1912). Особливо це стосується композицій, виконаних в монументальному форматі, таких як фреска Ölandsmotiv в Стокгольмі.

### Пізній період
У 1896 році Крюґер остаточно влаштувався в Стокгольмі, але провадив літо на Еланді, де корови і коні на Альварі або на довгих піщаних пляжах стали його головним мотивом. В ХХ столітті Нільс писав у більш світлій колірній гамі під впливом неоімпресіонізму. Крюґер також виконував монументальні картини й ілюстрації, а також моделі для меблів.
Його твори доступні в Національному музеї Швеції, Вальдемарсудді, Художньому музеї Кальмара, Музеї лена Кальмара, Галереї Тіля, Міському музеї Мельндаля і Гетеборзькому художньому музеї.

## Галерея

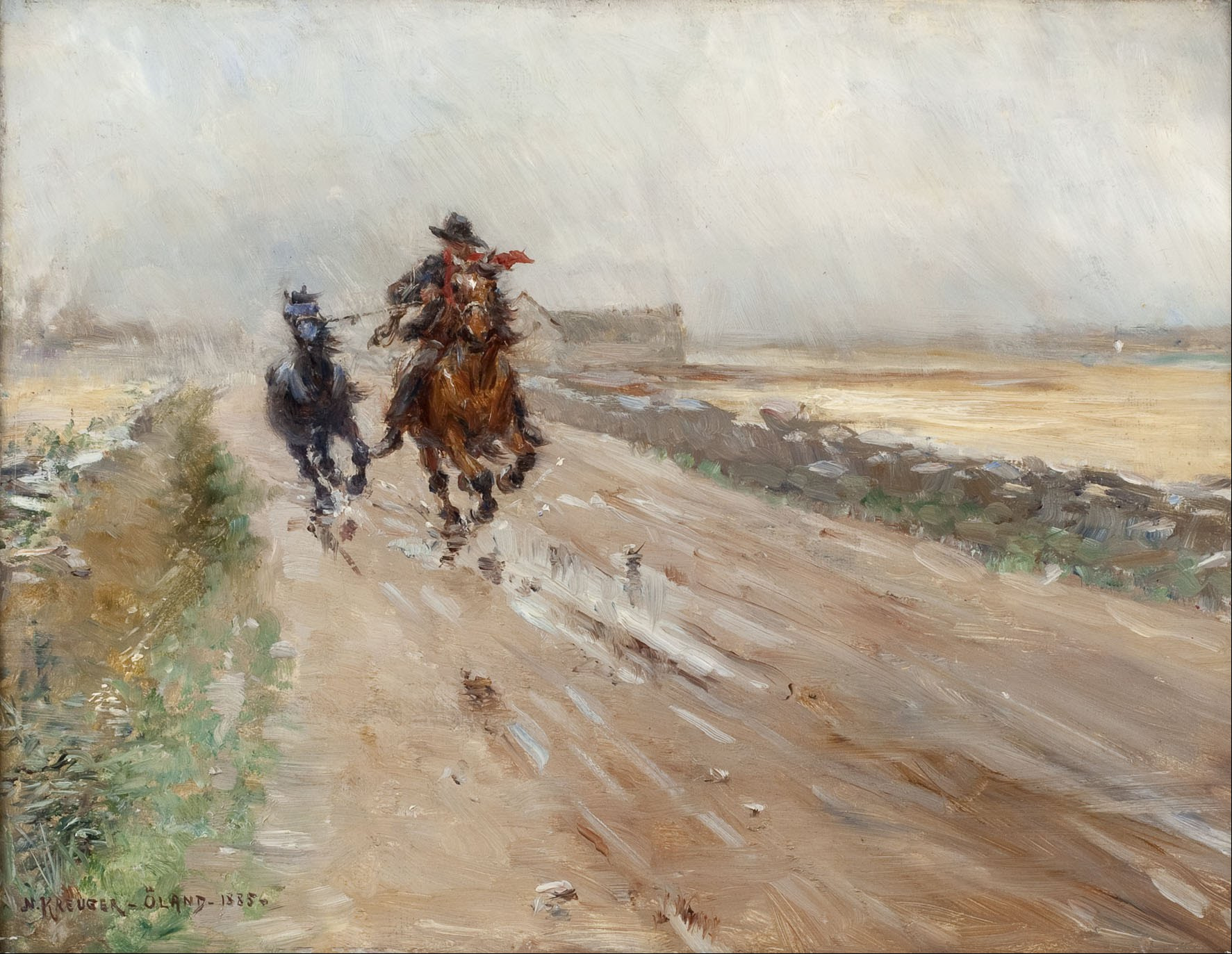
Пейзаж Еланд, цигани на коні (1885)
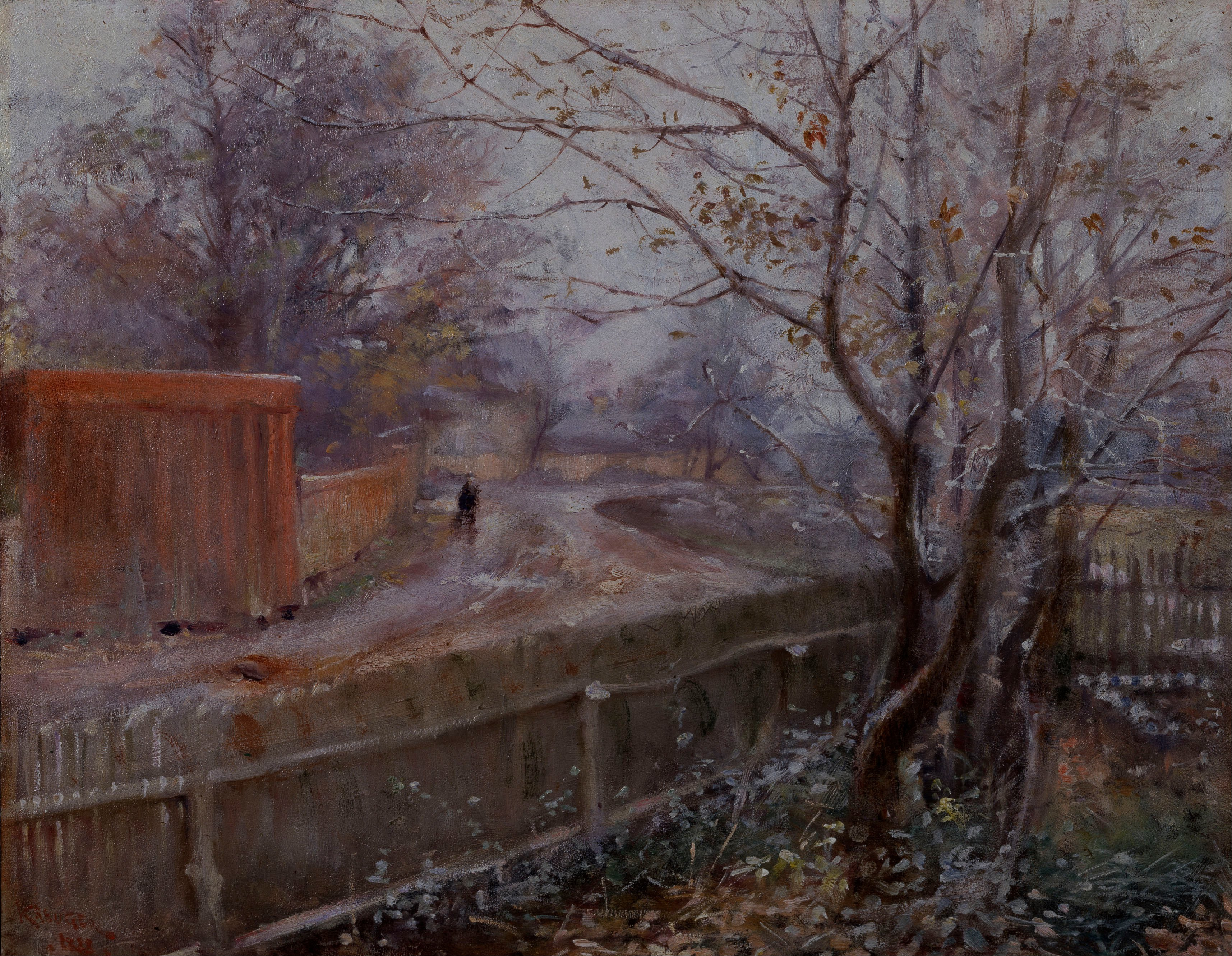
Осінь, Варберг (1888)
Роща (1900)
Висохлий луг (1904)
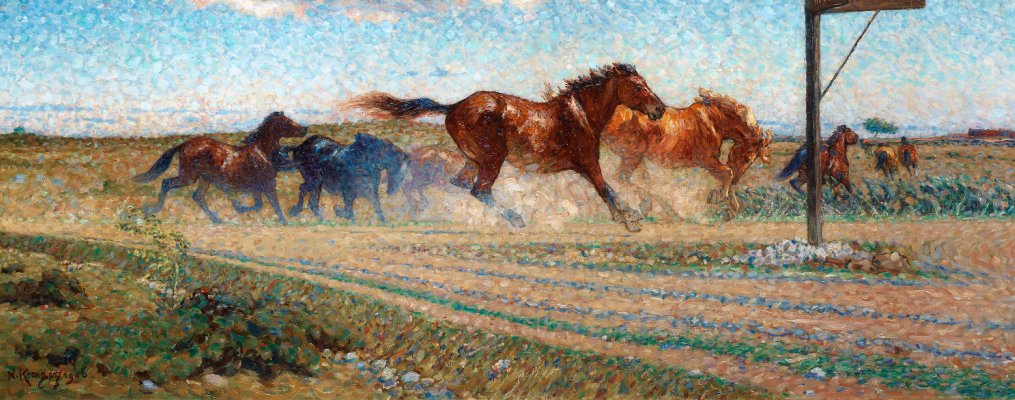
Коні в дикій природі (1906)
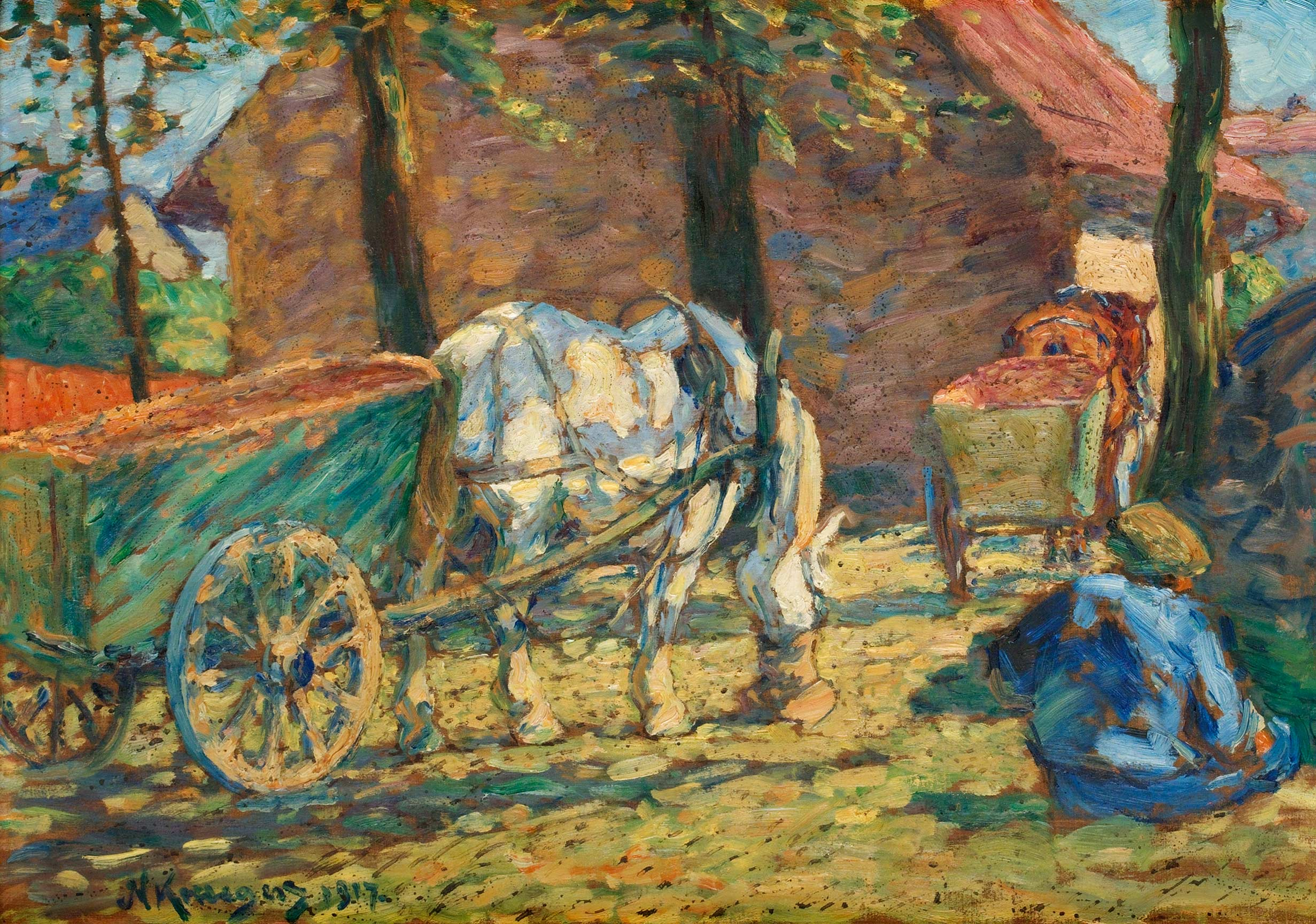
Обідня перерва (1917)